# Григориос Заликис
Григориос Заликис (на гръцки: Γρηγόριος Ζαλύκης) е гръцки учен и революционер от XVIII–XIX век, основател на революционната организация Гръцкоезичен хотел в 1809 година.

## Биография
Роден е през 1785 година в Солун, в семейството на Георгиос Заликис или Цаликис (Τσαλίκης), наричан понякога Заликоглу или Цаликоглу (Ζαλύκογλου, Τσαλίκογλου). Учи в родния си град, а по-късно заминава за Букурещ, за да учи при Ламброс Фотиадис. При Фотиадис се запознава с гръцката и латинска литература.
През 1802 г. великият драгоман Скарлат Калимахи го изпраща в Париж с политическа мисия. Заликис се заселва там и става секретар на Огюст дьо Шоазьол, френски учен и бивш посланик в Царигра. Заликис му помага при публикуването на класическата си книга „Voyage pittoresque en Grèce“. Заликис пише два речника, един френски и един новогръцки.
В 1809 година Заликис основана „Гръцкоезичен хотел“, тайна организация, предшественик на Филики Етерия, имаща за цел мобилизирането на гърците срещу османското владичество.
На 1816 г. той става първи секретар на Османското посолство в Париж. На този пост остава до 1820 г., след което се връща в Букурещ.
След избухванео на гръцкото въстание в 1821 година, Заликис заминава за Трансилвания и след това за Бесарабия, когато в 1822 г. пише книгата си „Диалог за гръцката революция“.
След това той заминава за Санкт Петербург, където се среща с император Александър I и получава от него важна финансова помощ.
След връщането си в Париж развива възпаление на мозъка и умира на 4 октомври 1827 г.

## Трудове
- Λεξικόν της Γαλλικής γλώσσης, εν Παρισίοις, 1809 (преиздаден 1815 във Венеция от Спиридон Владис)
- Περί της κοινωνικής συνθήκης, σύγγραμμα του Ιωάννου Ιακώβου Ρουσσώ μεταφρασθέν υπό του μακαρίτου Γρηγορίου Ζαλύκου και εκδοθέν μετά προλεγομένων υπό Κωνσταντίνου Νικολοπούλου, φιλοτίμω δαπάνη της φιλελληνίδος χήρας του μεταφραστού, Εν Παρισίοις, 1828, 12, σελ 331.
- Διάλογος περί της Ελληνικής Επαναστάσεως, εκδοθείς μετά προλόγου και επιλόγου υπό Αγαθόφρονως Λακεδαιμονίου, Εν Παρισίοις 1828